# Káli Gergely
Káli Gergely (Eger, 1978 –) magyar színész.

## Életpályája
2011-től szerepel az egri Gárdonyi Géza Színház előadásaiban. 2016-2019 között a Színház- és Filmművészeti Egyetem drámainstruktor szakán tanult.
2010-ben szerepelt az RTL Klubon futó X Faktor című tehetségkutató műsorban.

## Filmes és televíziós szerepei
- Hacktion: Újratöltve (2013) – Váradi Norbert
- Jóban Rosszban (2018) – Soltész Ádám
- A mi kis falunk (2019) – Kovács József
- Mintaapák (2020–2021) – Dombóvári Zsolt
- Elk*rtuk (2021) – Igazgató
- Gólkirályság (2024) – NAV rendőr